# Phare du port d'Ischia
Le phare du port d'Ischia (en italien : Faro di Ischia Porto) est un phare actif situé sur un brise-lames du port d'Ischia (île d'Ischia Îles Phlégréennes) (Ville métropolitaine de Naples), dans la région de Campanie en Italie. Il est géré par la Marina Militare de Naples.

## Histoire
Le phare aurait été construit en 1854 et activé seulement en 1868 au port d'Ischia. Il est entièrement automatisé et alimenté par le réseau électrique

## Description
Le phare  est une tour cylindrique en maçonnerie de 11 m de haut, sur une base carrée en pierre, avec galerie et lanterne, attachée à une maison carrée de gardien d'un étage. La tour est rouge et le dôme de la lanterne blanche est gris métallique. Il émet, à une hauteur focale de 13 m, un éclat blanc et rouge, selon direction, d'une seconde sur une période de 3 secondes. Sa portée est de 15 milles nautiques (environ 28 km) pour le feu principal blanc, 12 milles nautiques (environ 22 km) pour le feu principal rouge. Les feux de réserve émettent jusqu'à 11 milles nautiques (environ 20 km) pour le feu blanc et 9 milles nautiques (environ 17 km) pour le feu rouge.
Il est équipé d'une corne de brume émettant des blasts[Quoi ?] donnant la lettre P en morse par période de 48 secondes.
Identifiant : ARLHS : ITA-262 ; EF-2374 - Amirauté : E1608 - NGA : 9344.

## Caractéristiques dufeu maritime
Fréquence : 3 secondes (W-R)
- Lumière : 1 seconde
- Obscurité : 2 secondes

|                   |
| Îles Phlégréennes |

|               |
| Port d'Ischia |

|          |
| Le phare |

### Lien connexe
- Liste des phares de l'Italie